# Narashige Koide
Narashige Koide (小出楢重, Koide Narashige), 13 octobre 1887 - 13 février 1931, est un peintre et illustrateur japonais dont l’œuvre est reconnue comme pionnière de la tendance modernisme Hanshinkan dans le portrait et le nu du mouvement yō-ga (style occidental) de la peinture japonaise du début du XXe siècle.

## Biographie
Koide est né dans ce qui est à présent le quartier Shinsaibashi de Chūō-ku à Osaka. Très tôt intéressé par l'art, il étudie le style nihonga à l'école et au collège. Il se présente en 1907 au département des arts occidentaux de l'école des beaux-arts de Tokyo mais échoue aux examens d'entrée et intègre le département nihonga à la place. Bien qu'ayant la possibilité d'étudier auprès du fameux peintre nihonga Kanzan Shimomura, il reste attiré par la peinture à l'huile. Après avoir obtenu son diplôme en 1914, il retourne à Osaka où il présente en 1919 un portrait de groupe de style yō-ga intitulé « La famille de N. » à la sixième édition de l'exposition Nikakai (Société de deuxième division), avec lequel il remporte le prix Chōgyū. Cette toile est maintenant reconnue par l'agence des affaires culturelles du Japon comme un bien culturel important. À l'exposition Nikakai de 1920, son portrait « Jeune fille Omme » reçoit le prix Nika.
À la suite de ces succès, il reçoit de nombreuses commandes et expérimente un certain nombre de techniques différentes dont la peinture sur verre inversé. En 1921 et 1922, il voyage en France, puis établit son atelier à Osaka en 1924. (Ce studio est à présent conservé au musée d'art de la ville d'Ashiya). Dans ses dernières années, Koide est surtout connu pour ses nus.
Il meurt à Ashiya en 1931.

## Œuvres notables
- La famille de N. (Nの家族, N no kazoku?), 1919, Musée d'art Ōhara, Bien culturel important
- Garçon avec une lampe (ラッパを持てる少年?), 1923, Musée d'art moderne de Tokyo
- Nu au vêtement blanc (裸女と白布?), 1929, Musée d'art moderne de Tokyo
- Nu sur un lit (寝台の裸婦?), 1930, Musée d'art Ōhara

## Source de la traduction
- (en) Cet article est partiellement ou en totalité issu de l’article de Wikipédia en anglais intitulé « Narashige Koide » (voir la liste des auteurs).